# Charles Bossut
Charles Bossut, född den 11 augusti 1730, död den 14 januari 1814, var en fransk matematiker.
Bossut var professor i matematik i Mézières och medlem av franska vetenskapsakademien. Revolutionen berövade honom hans ställning, men under kejsardömet utnämndes han till professor vid polytekniska skolan och till medlem av franska institutet. 
Bossuts vetenskapliga verksamhet sträckte sig över alla delar av matematiken och han sysslade särskilt med experimental-hydrodynamiken. Av hans skrifter kan framhållas Essai sur l'histoire générale des mathematiques (2:a upplagan 1810). Han utgav även Pascals arbeten (1779).